# Kiss or Kill (film fra 1918)
Kiss or Kill er en amerikansk stumfilm fra 1918 af Elmer Clifton.

## Medvirkende
- Herbert Rawlinson som Henry Warner
- Priscilla Dean som Ruth Orton
- Harry Carter som Craig
- Alfred Allen som Middleton